# パリ〜ニース2009
パリ〜ニース2009は、パリ〜ニースの67回目のレース。2009年3月8日から15日まで、全行程1252.8kmで行われ、第7ステージにおいて会心の走りを見せた、ルイス・レオン・サンチェスが初の総合優勝を果たした。

## 結果

### 総合上位選手
| 区間 | 月日 | スタート － ゴール                                                 | km    | 総合首位                   | 時 間          | 総合2位                    | 時間差   | 総合3位                      | 時間差   |
| ---- | ---- | ------------------------------------------------------------------ | ----- | -------------------------- | -------------- | -------------------------- | -------- | ---------------------------- | -------- |
| 1    | 3/8  | アミイー － アミイー                                               | 9.3   | アルベルト・コンタドール   | 11分05秒       | ブラッドリー・ウィギンス   | +07秒    | ルイス・レオン・サンチェス   | +09秒    |
| 2    | 3/9  | サン＝ブリソン＝スュル＝ロワール － ラ・シャプル＝サン＝テュルサン | 195.5 | アルベルト・コンタドール   | 4時間56分06秒  | ブラッドリー・ウィギンス   | +07秒    | ルイス・レオン・サンチェス   | +09秒    |
| 3    | 3/10 | オルヴァル － ヴィシー                                             | 178.0 | シルヴァン・シャヴァネル   | 9時間29分24秒  | フアン・マヌエル・ガラテ   | +33秒    | フアン・アントニオ・フレチャ | +36秒    |
| 4    | 3/11 | ヴィシー － サン＝テティエンヌ                                     | 173.5 | シルヴァン・シャヴァネル   | 13時間31分36秒 | フアン・マヌエル・ガラテ   | +06秒    | フアン・アントニオ・フレチャ | +36秒    |
| 5    | 3/12 | アノネ － ヴァロン＝ポン＝ダルク                                   | 204.0 | シルヴァン・シャヴァネル   | 18時間32分56秒 | フアン・マヌエル・ガラテ   | +06秒    | フアン・アントニオ・フレチャ | +36秒    |
| 6    | 3/13 | サン＝ポール＝トロワ＝シャトー － ラ・モンターニュ・ド・リュール   | 182.5 | アルベルト・コンタドール   | 23時間21分08秒 | ルイス・レオン・サンチェス | +1分13秒 | シルヴァン・シャヴァネル     | +1分24秒 |
| 7    | 3/14 | マノスク － ファイアンス                                           | 191.0 | ルイス・レオン・サンチェス | 28時間05分45秒 | シルヴァン・シャヴァネル   | +1分09秒 | フランク・シュレク           | +1分21秒 |
| 8    | 3/15 | ニース － ニース                                                   | 119.0 | ルイス・レオン・サンチェス | 30時間53分51秒 | フランク・シュレク         | +1分00秒 | シルヴァン・シャヴァネル     | +1分09秒 |

### 各区間上位選手
| 区間 | 月日 | スタート － ゴール                                                 | km    | 区間1位                          | 時 間         | 区間2位                      | 時間差 | 区間3位                        | 時間差 |
| ---- | ---- | ------------------------------------------------------------------ | ----- | -------------------------------- | ------------- | ---------------------------- | ------ | ------------------------------ | ------ |
| 1    | 3/8  | アミイー － アミイー                                               | 9.3   | アルベルト・コンタドール         | 11分05秒      | ブラッドリー・ウィギンス     | +07秒  | ルイス・レオン・サンチェス     | +09秒  |
| 2    | 3/9  | サン＝ブリソン＝スュル＝ロワール － ラ・シャプル＝サン＝テュルサン | 195.5 | ハインリヒ・ハウスラー           | 4時間45分01秒 | マーク・レンショー           | 同     | ミルコ・ロレンツェット         | 同     |
| 3    | 3/10 | オルヴァル － ヴィシー                                             | 178.0 | シルヴァン・シャヴァネル         | 4時間33分12秒 | フアン・アントニオ・フレチャ | 同     | セバスティアン・ランヘヴェルト | 同     |
| 4    | 3/11 | ヴィシー － サン＝テティエンヌ                                     | 173.5 | クリスティアン・ヴァンデヴェルデ | 4時間01分31秒 | ジョナタン・イヴェール       | +14秒  | ミルコ・ロレンツェット         | 同     |
| 5    | 3/12 | アノネ － ヴァロン＝ポン＝ダルク                                   | 204.0 | ジェレミー・ロワ                 | 4時間58分47秒 | トマ・ヴォクレール           | 同     | トニー・マルティン             | +03秒  |
| 6    | 3/13 | サン＝ポール＝トロワ＝シャトー － ラ・モンターニュ・ド・リュール   | 182.5 | アルベルト・コンタドール         | 4時間47分46秒 | フランク・シュレク           | +58秒  | ルイス・レオン・サンチェス     | 同     |
| 7    | 3/14 | マノスク － フェイアンス                                           | 191.0 | ルイス・レオン・サンチェス       | 4時間43分34秒 | アントニオ・コロム           | +50秒  | フランク・シュレク             | 同     |
| 8    | 3/15 | ニース － ニース                                                   | 119.0 | アントニオ・コロム               | 2時間47分49秒 | アルベルト・コンタドール     | 同     | フランク・シュレク             | +01秒  |

### 総合成績
|    | 選手名                         | 国籍           | チーム                    | 時間           |
| -- | ------------------------------ | -------------- | ------------------------- | -------------- |
| 1  | ルイス・レオン・サンチェス     | スペイン       | ケス・デパーニュ          | 30時間53分51秒 |
| 2  | フランク・シュレク             | ルクセンブルク | チーム・サクソバンク      | +1分00秒       |
| 3  | シルヴァン・シャヴァネル       | フランス       | クイックステップ          | +1分09秒       |
| 4  | アルベルト・コンタドール       | スペイン       | アスタナ                  | +1分24秒       |
| 5  | アントニオ・コロム             | スペイン       | チーム・カチューシャ      | +1分47秒       |
| 6  | イェンス・フォイクト           | ドイツ         | チーム・サクソバンク      | +1分59秒       |
| 7  | ケヴィン・セールドラーイエルス | ベルギー       | クイックステップ          | +2分29秒       |
| 8  | ジョナタン・イヴェール         | フランス       | スキル・シマノ            | +2分57秒       |
| 9  | ユーリ・トロフィモフ           | ロシア         | Bボックス・ブイグテレコム | +3分37秒       |
| 10 | クリストフ・ル・メヴェル       | フランス       | フランセーズ・デ・ジュー  | +4分00秒       |

### 各部門賞
| ポイント賞 | シルヴァン・シャヴァネル       | 94ポイント     |
| 2位        | アルベルト・コンタドール       | 84ポイント     |
| 3位        | アントニオ・コロム             | 76ポイント     |
| 山岳賞     | トニー・マルティン             | 55ポイント     |
| 2位        | アルベルト・コンタドール       | 48ポイント     |
| 3位        | ジェレミ・ロワイ               | 32ポイント     |
| 新人賞     | ケヴィン・セールドラーイエルス | 30時間56分20秒 |
| 2位        | ジョナタン・イヴェール         | +28秒          |
| 3位        | ユーリ・トロフィモフ           | +1分08秒       |
| チーム総合 | チーム・サクソバンク           | 92時間52分45秒 |
| 2位        | フランセーズ・デ・ジュー       | +10分29秒      |
| 3位        | ケス・デパーニュ               | +13分58秒      |